# NGC 3278
NGC 3278 (другие обозначения — ESO 317-43, MCG -7-22-21, IRAS10293-3941, PGC 31068) — спиральная галактика (Sc) в созвездии Насос.
Этот объект входит в число перечисленных в оригинальной редакции «Нового общего каталога».
В галактике взорвалась релятивистская сверхновая SN 2009bb. Около трети всего атомарного газа в NGC 3278 сконцентрировано в области, где взорвалась сверхновая.